# County Monaghan
Monaghan  [ˈmɒnəhən] (irisch Muineachán [ˈmʊnʲəxɑːn̪]) ist ein County im Nordosten der Republik Irland in der Region Ulster. Es ist nach der in ihr gelegenen gleichnamigen Stadt benannt. Monaghan ist eine von drei Grafschaften, die in der Provinz Ulster liegen, ohne Nordirland anzugehören.

## Geografie
Im Norden liegt ein Teil des Slieve Beagh (irisch Sliabh Beatha; höchste Erhebung 373 Meter) auf dem Gebiet der Grafschaft, ein Plateau aus Kalkstein; in der Mitte erstreckt sich eine Niederung, die im Süden durch ein Hügelland (Drumlin-Region) begrenzt wird. Hier finden sich viele Seen und Moore.

## Geschichte
Im Altertum gehörte das Gebiet zum Königreich Ulster und kam 332 zum neu gegründeten Königreich Oriel. Zwischen dem 14. Jahrhundert und 1589 war es im Besitz des irischen Herrscherhauses Mac Mathghamhna (MacMahon). Im 17. Jahrhundert kam das Gebiet unter englische Herrschaft.

## Politik
Die Sitzverteilung im Monaghan County Council nach der Kommunalwahl im Juni 2024 ist:
| Partei      | Sitze |
| ----------- | ----- |
| Sinn Féin   | 8     |
| Fine Gael   | 6     |
| Fianna Fáil | 3     |
| Parteilose  | 1     |

Für die Wahl zum irischen Parlament (Dáil Éireann) bildet Monaghan zusammen mit dem County Cavan einen Wahlkreis, der fünf Abgeordnete dorthin entsendet; bei der Wahl 2024 gab es folgendes Ergebnis:
| Partei      | Sitze |
| ----------- | ----- |
| Fianna Fáil | 2     |
| Sinn Féin   | 2     |
| Fine Gael   | 1     |

## Wirtschaft
Die Landwirtschaft beschränkt sich in der Hauptsache auf Rinder- und Schweinezucht. In Monaghan, Castleblayney, Carrickmacross und Clones findet sich Textil-, Möbel- und Zementindustrie.

## Sehenswürdigkeiten
- Liste von Court Tombs in Irland#Monaghan
- Liste von Wedge Tombs in Irland#Monaghan
- Liste der Portal Tombs in Irland#Monaghan
- Clones, Rundturm, Hochkreuz
- Inniskeen, Rundturm, Candleford Motte
- County Monaghan Heritage Centre
- Mannan Castle, Motte
- Monaghan Cathedral

## Persönlichkeiten
- Charles Gavan Duffy (1816–1903), irischer Nationalist und australischer Politiker
- Eamon Rice (1873–1937), Politiker
- Edward Kelly (1883–1972), Politiker
- Eoin O’Duffy (1892–1944), Politiker, Anführer der Blueshirts
- Patrick Mooney (1903–1989), Politiker
- Patrick Kavanagh (1904–1967), Dichter
- John Conlan (1928–2004), Politiker
- Eighneachán Ó hAnnluain (1933–1988), Politiker
- Brendan Toal (* 1940), Politiker
- Bill Cotter (* 1943), Politiker
- Ros Drinkwater (* 1944), britische Schauspielerin, Tänzerin und Fotojournalistin
- Patrick McCabe (* 1955), Schriftsteller
- Barry McGuigan (* 1961), Boxweltmeister im Federgewicht
- Owen Mohin, Kohlearbeiter aus Tullynamalra und Großvater von Paul McCartney